# Amyciaea hesperia
Amyciaea hesperia är en spindelart som beskrevs av Simon 1895. Amyciaea hesperia ingår i släktet Amyciaea och familjen krabbspindlar. Inga underarter finns listade i Catalogue of Life.